# Goran Filipović
Goran Filipović (Split, 26. studenog 1996.)  hrvatski je košarkaš koji nastupa za KK Split na poziciji beka.

## Karijera
Za seniorsku ekipu KK Split nastupa od sezone 2013./14. Prošao je omladinsku školu KK Splita i osvajao trofeje s njima.

### Reprezentacija
Nastupao je za mlađe kategorije reprezentacije Hrvatske.

## Vanjske poveznice
|  | Zajednički poslužitelj ima još gradiva o temi Goran Filipović |

- Profil  Arhivirana inačica izvorne stranice od 12. listopada 2017. (Wayback Machine) na kk-split.com
- Profil na realgm.com